# Bellini e o Demônio
Bellini e o Demônio é um filme brasileiro de 2008, do gênero suspense dirigido  e escrito por Marcelo Galvão, baseado no livro homônimo de Tony Bellotto, de 1997. É a sequência de Bellini e a Esfinge, lançado em 2001. Inicialmente, Malu Mader desejava dirigir o longa, porém essa tarefa ficou a cargo de Galvão, cuja principal influência na construção da história foi Aleister Crowley. No entanto, o resultado final não foi aquele esperado por ele, pois houve desentendimentos entre ele e o produtor Theodoro Fontes durante a produção do filme. Foi gravado durante o ano de 2006, com locações em São Paulo.
O filme conta a história do detetive Remo Bellini que se vê em meio a uma série de assassinatos ligados a um misterioso livro. Bellini e o Demônio foi exibido pela primeira vez em 2008, no Festival de Cinema Brasileiro de Los Angeles, onde Fábio Assunção foi eleito o melhor ator. Participou das mostras competitivas da Première Brasil, no Festival do Rio, em 2009, e também da 29.ª edição do Festival Internacional de Cinema do Porto, onde Assunção também concorreu ao prêmio de melhor ator. O filme recebeu críticas variadas, que tendem a ser mais negativas do que positivas em relação ao filme.

## Elenco
- Fábio Assunção como Remo Bellini
- Rosane Mulholland como Gala
- Nill Marcondes como Zanqueta
- Mariana Clara como Rita
- Beto Coville como Mariano
- Luíza Curvo como Clarice
- Caroline Abras como Silvia
- Marco Luque como Alex
- Christiano Cochrane como Malta
- André Bubman como Odilon
- Neuza Romano como mãe de Odilon
- Javer Monteiro como atendente do bar
- Malu Bierrenbach como Érica
- Marília Gabriela como Letícia
- Jatir Eiró como jornalista
- Deto Montenegro como mendigo

## Produção
Em 2002, pouco após o lançamento de Bellini e a Esfinge, a equipe de produção já cogitava a possibilidade de adaptar o livro homônimo lançado em 1997, de autoria de Tony Bellotto, considerando a possibilidade de Malu Mader, que interpretou Fátima, codirigir o filme ao lado de Roberto Santucci. A atriz disse que gostaria de dirigir Bellini e o Demônio, mas que seria complicado pois ela tinha que cuidar de seus filhos, e que a produção de um novo filme teria que ficar para depois em função de seu trabalho em BR-163, de Dodô Brandão.
No entanto, o diretor do longa foi Marcelo Galvão que revelou que, além do livro de Bellotto, buscou referências cinematográficas nas obras de David Lynch e David Cronenberg e se deixou influenciar por questões religiosas, como os rituais de quimbanda, de magia negra, que também estão bem presentes no filme. Ele também comentou que boa parte da história foi criada a partir de Aleister Crowley como sua referência principal. Ele foi contratado para dirigir, mas também para avaliar o roteiro, que ele refez, e descreveu como "um trabalho muito árduo", dizendo que suas vários pesquisas faziam projetos "verdadeiros, não são superficiais."
Galvão disse ter ficado insatisfeito com a versão lançada nos cinemas e que se sentiu traído. Ele havia escrito um roteiro, porém o produtor Teodoro Fontes não gostou de sua montagem e modificou o filme, eliminando a forma como o diretor vê a história original. Marcelo declarou que o livro "[t]em bastante coisa interessante, mas não acho que seja a montagem correta e acho que isto prejudica um pouco a história", que, segundo ele, se tornou "banal". O diretor ainda afirmou que "ele [Teodoro Fontes] é o dono do filme, então faz o que quiser", mas ficou satisfeito em saber que a versão lançada em DVD conteria um extra com um director's cut da versão que lhe agradava. Durante a produção do filme, o diretor inclusive cogitou seu desligamento de Bellini e o Demônio devido a esse fato.
Fábio Assunção comentou que a principal diferença entre este e o primeiro filme é que Bellini e o Demônio "é mais psicológico", dizendo que Bellini e a Esfinge "tem uma narrativa mais visível, é mais fácil para o público entender". O ator ainda disse que trabalhar com Galvão foi "caótico", pois "não tinha muita ordem, não tinha muito roteiro na mão" e acrescentou que chegou a dizer para o diretor: "Marcelo, pelo amor de Deus, que parte do filme é essa?". Assunção ainda afirmou que para um terceiro filme —que seria a adaptação de Bellini e os Espirítos— acontecer era necessário uma boa produção. Segundo ele, as roupas usadas no filme eram de sua posse, pois o filme foi feito com um orçamento baixo. O longa co-produzido por Santa Fé 1900 Filmes Ltda., Telecine Productions, Quanta, Cristal Líquido Studios, Thor Medeiros, Motion, Anima Music e Guela Produções, recebeu um orçamento de 3.552.991,72 de reais da Ancine.
As gravações do filme começaram em 2006 em São Paulo e ocorreram em lugares como a Serra da Cantareira, Granja Viana, Estação Júlio Prestes, Vale do Anhangabaú e o Colégio Estadual Rodrigues Alves, onde Tony Bellotto estudou durante o primário.

## Lançamento e recepção

### Lançamento
A estreia mundial de Bellini e o Demônio ocorreu em 7 de março de 2008, no Festival de Cinema Brasileiro de Los Angeles. O filme ainda foi exibido durante a 10.ª edição do Festival de Cinema Brasileiro em Paris, no mesmo ano, e em 2009, nas mostras competitivas da Première Brasil, no Festival do Rio, e da 29.ª edição do Festival Internacional de Cinema do Porto. O longa teve uma pré-estreia no Shopping da Gávea, no Rio de Janeiro, em 25 de agosto de 2010. Estreou oficialmente no circuito nacional dois dias depois, sendo assistido por 1.661 espectadores e arrecadando 14.122 reais, segundo a Ancine. De acordo com a revista Filme B, o longa teve um público de 1.933, o que o tornou o 59.º filme brasileiro mais visto do ano de 2010. Em março de 2011, foi lançado em DVD pela Imagem Filmes, com formato 16:9 widescreen, áudio Dolby Digital 5.1, legendas em francês e inglês e com extras sobre a produção do filme.

### Recepção
Eduardo Valente, da revista Cinética, criticou o filme por não conseguir se comparar aos filmes americanos do gênero, dizendo que "[a] história que o filme urde fica sempre entre o banal [...] e o simplesmente incompreensível." O crítico ainda comentou que o longa "não consegue nunca tornar nenhum dos seus personagens interessante", notando que a única personagem que poderia ser "instigante" – Silvia – é mal aproveitada. Valente também criticou a iluminação e dinâmica de quadro "que não nos dá clima em nenhum momento do filme." Ele terminou dizendo que Bellini e a Esfinge tinha a "aura e ao espírito do cinema B que nos fazia acreditar naquilo tudo", porém que Bellini e o Demônio não consegue fazer o mesmo e "que, ao fim e ao cabo, nos deixam sem qualquer ideia do que, afinal, tornaria Bellini e seu universo algo que deveria nos interessar." O Jornal do Brasil notou a diferença entre este e o primeiro filme, nos termos estéticos e dramatúrgicos e disse que "[a] câmera repete as oscilações de certos seriados americanos de TV moderninhos e a trama lembra vagamente o contexto de Coração Satânico, de Alan Parker", além de ter elogiado Caroline Abras como o "principal nome feminino no elenco".
Escrevendo para o site Cinepop, Edu Fernandes avaliou o filme com uma estrela e meia de cinco possíveis, comentando que o filme "passa do ponto", às vezes, usando muito "uma câmera nervosa" para "criar imagens perturbadoras" ao invés de ser mais calmo e conservador e quem com com essa opção, "o diretor deixou escapar a chance de fazer belas cenas sensuais com a atriz Rosane Mulholland", que era um dos propósitos da personagem, segundo o crítico. Ele criticou algumas cenas que por não fazerem sentido e "o final confuso", embora tenha elogiado a atuação de Fábio Assunção. Roberto Cunha do AdoroCinema disse que "embora bem dirigido, com um clima de terror legal para os padrões brasileiros, boas sequências, preocupação com o visual, boa edição e trilha, a narrativa não ajuda", acrescentando que "é fácil imaginar muito espectador completamente perdido diante da telona." Rafael Castro, do Universo Online, criticou a edição som, a montagem, a trama, a trilha sonora, a fotografia, as atuações e a direção, dizendo que "o filme não é ao menos assistível" e "é tão fraco quanto o primeiro."
O ator Fábio Assunção foi premiado no Festival de Cinema Brasileiro de Los Angeles na categoria "Melhor Ator" por sua atuação no filme. Ele foi indicado na mesma categoria no Festival Internacional de Cinema do Porto.